# War Brides
War Brides er en amerikansk stumfilm fra 1916 af Herbert Brenon.

## Medvirkende
- Alla Nazimova som Joan.
- Charles Hutchison som George.
- Charles Bryant som Franz.
- William Bailey som Eric.
- Richard Barthelmess som Arno.